# Střelice (ort i Tjeckien, Plzeň)
Střelice är en ort i Tjeckien.   Den ligger i regionen Plzeň, i den västra delen av landet, 110 km sydväst om huvudstaden Prag. Střelice ligger 355 meter över havet och antalet invånare är 120.
Terrängen runt Střelice är huvudsakligen platt. Střelice ligger nere i en dal.Runt Střelice är det ganska tätbefolkat, med 111 invånare per kvadratkilometer. Närmaste större samhälle är Stříbro, 17,1 km nordväst om Střelice. I omgivningarna runt Střelice växer i huvudsak blandskog.